# 岩波書店
株式会社岩波書店（いわなみしょてん、英: Iwanami Shoten, Publishers.）は、 東京都千代田区一ツ橋に本社を置く、日本の出版社。
文芸・学術の幅広い分野における専門書から一般啓蒙書までを広く扱い、国内外の古典的著作を収めた「岩波文庫」や「岩波新書」などの叢書や、国語百科事典『広辞苑』の刊行でも知られる。

## 概要
1913年（大正2年）8月5日、岩波茂雄が東京市神田区南神保町16番地（現・東京都千代田区神田神保町）に開いた古書店として出発。正札販売方法を採用し、注目を集めた。同年12月1日に蘆野敬三郎の『宇宙之進化』、翌1914年（大正3年）9月20日に夏目漱石の『こゝろ』を刊行し、出版業にも進出。漱石没後に『夏目漱石全集』を刊行し、躍進する。看板は漱石の筆による。
昭和時代にはしばしば、大衆的な路線を貫く講談社と対比された
創業以来岩波書店のマークは橋口五葉が描いた「甕（かめ）」を使用していたが、1933年（昭和8年）12月10日の岩波全書の創刊からミレーの絵画『種まく人』を題材にとったマークの使用を開始（当初デザインを依頼された高村光太郎作のマークは帽子が鉄兜のようで軍国調だとして別人に依頼された。今日まで用いられているマークは児島喜久雄によるものといわれる）。
1949年（昭和24年）4月25日に株式会社に改組。社長も岩波家の世襲から脱したが、1982年5月に『日本資本主義発達史講座』山田盛太郎他編を復刻するなど講座派の影響はある。
1955年に初版が刊行された『広辞苑』は中型国語辞典であり、三省堂が刊行する中型国語辞典『大辞林』と二大巨頭となる国民的辞典のひとつである。
本社の隣には一ツ橋グループの小学館、集英社があり、2017年（平成29年）には所有していた岩波書店一ツ橋別館を小学館に売却している。

## 沿革
- 創業：1913年8月5日[2]
- 設立：1949年4月25日（株式会社に改組）[8]
- 歴代社長
  - - 1946年：岩波茂雄
  - 1946年 - 1978年5月30日[13]：岩波雄二郎
  - 1978年5月30日[13] - 1990年：緑川亨
  - 1990年 - 1998年：安江良介
  - 1998年 - 2003年：大塚信一
  - 2003年 - 2013年：山口昭男
  - 2013年 - ：岡本厚
  - 2021年6月 - ：坂本政謙

## 販売店での扱い
岩波書店は、多くの出版社が用いる委託・返品制を採用しておらず、全て書店側の買取という責任販売制の形を採っている。また、比較的高正味（＝取次への書籍の卸値が高く、出版社側の取り分が多いこと）である。

## 雇用における特徴
2013年度定期採用は、著作者等の「紹介」を応募条件とすることを発表した。これは、事実上縁故採用に限定する方針であるとして批判を受けた。岩波書店はウェブサイト上で「あくまで応募の際の条件であり、採用の判断基準ではありません。採用予定人数が極めて少ないため、応募者数との大きな隔たりを少しでも少なくするためのものです。」とする謹告を出した。

## 出版物

### 雑誌
- 図書 - 新刊案内・エッセイ雑誌。1936年（昭和11年）に『岩波書店新刊』として創刊。客に無料で配布する書店もある。岩波は「読書家の雑誌」と形容している。
- 世界 - 言論誌。1946年（昭和21年）創刊。
- 科学 - 自然科学雑誌。1931年（昭和6年）創刊。
- 思想 - 人文科学・社会科学雑誌。1921年（大正10年）創刊。

### かつて刊行されていた雑誌
- へるめす - 文化総合雑誌。1984年（昭和59年）創刊、1997年（平成9年）廃刊。
- 文学 - 文芸誌。1933年（昭和8年）創刊、2016年（平成28年）廃刊。
- 教育 - 教育雑誌。1933年創刊、1944年（昭和19年）廃刊。

### 叢書
- 岩波文庫 - 1927年（昭和2年）7月創刊。
- 岩波現代文庫 - 2000年（平成12年）創刊。
- 岩波少年文庫 - 児童文学の叢書。1950年創刊。
- 岩波新書 - 1938年（昭和13年）創刊。
- 岩波ジュニア新書 - 主に小中学生向けの叢書。一部高校生・大学生を対象とした著作もある。1979年創刊。
- 岩波ブックレット - 1982年（昭和57年）創刊。
- 岩波講座 - 1928年（昭和3年）創刊。
- 岩波のこどもの本 - 児童文学絵本の叢書。『ひとまねこざる』シリーズで知られる。1953年創刊。
- 岩波書店 世界の絵本 - 国内外の物語を扱う大型絵本の叢書。『犬になった王子 チベットの民話』など。
- 岩波科学ライブラリー[17] - 1993年創刊。
- 岩波ジュニアスタートブックス - 2021年（令和3年）3月26日創刊。

### かつて刊行されていた叢書
- 岩波全書 - 1933年（昭和8年）創刊。
- 岩波現代叢書 - 1951年（昭和26年）創刊。
- 岩波写真文庫
- 岩波少年少女文学全集 - 全30巻。1960年 - 1963年。
- 同時代ライブラリー - 1990年（平成2年）3月創刊、1998年（平成10年）7月終刊。
- 岩波アクティブ新書[18] - 2002年（平成14年）1月創刊、2004年（平成16年）12月終刊。
- 岩波現代全書 - 2013年（平成25年）創刊。2018年3月に114冊目を刊行し休止した。

### 社史・年史
- 『岩波書店五十年』、1964年
- 『岩波書店七十年』、1987年
- 『写真でみる 岩波書店80年』、1993年
- 『岩波書店八十年』、1996年 - 以上は岩波書店編集部編
- 『物語岩波書店百年史』全3冊、2013年
順に、紅野謙介、佐藤卓己、苅部直が担当
- 『岩波書店百年』2冊組（限定300部） 、2018年

## 「岩波ブックセンター」閉店と後継店

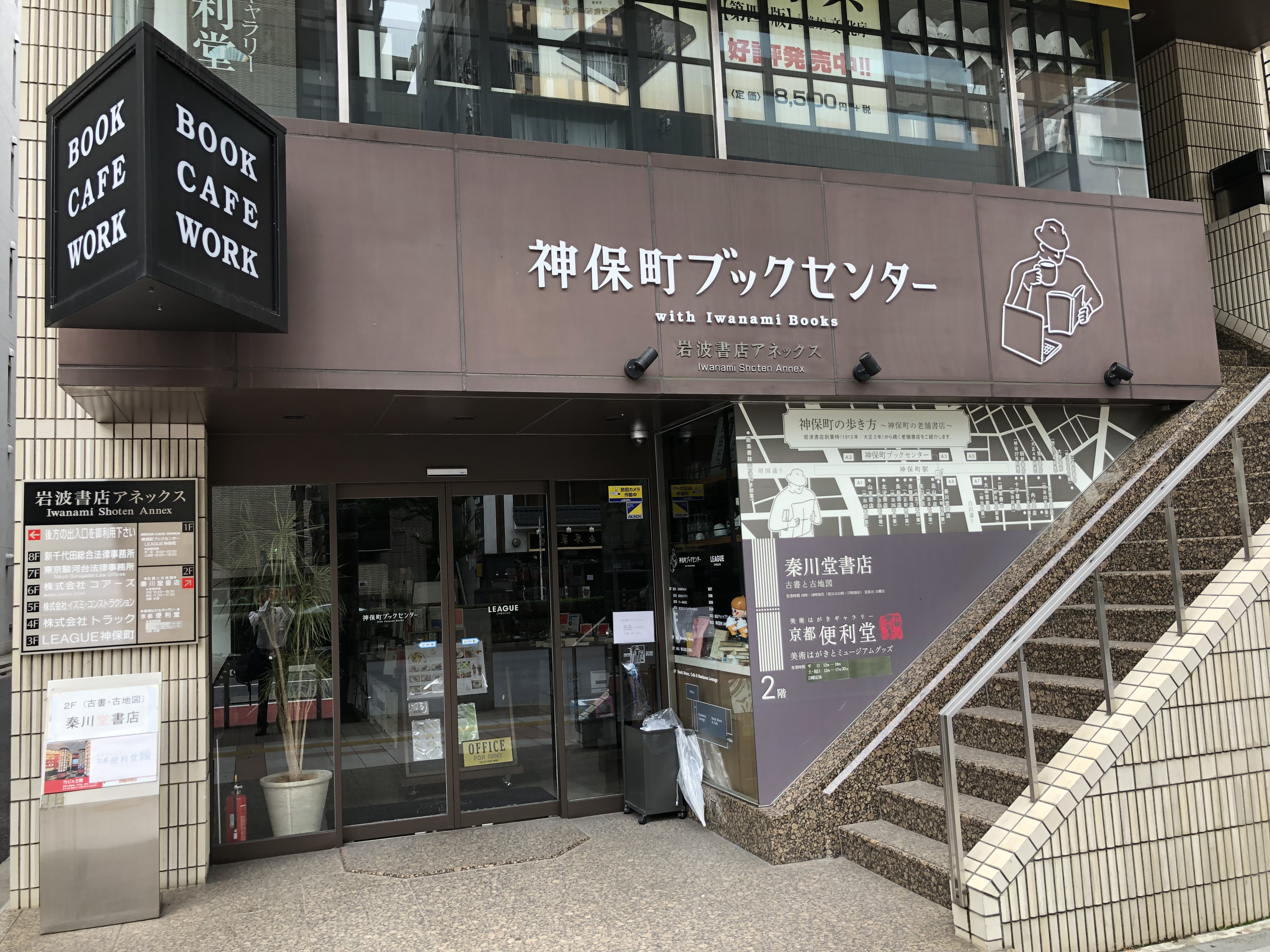
神保町ブックセンター

神保町にある岩波書店所有のビルには、岩波の書籍を主体とする書店「岩波ブックセンター」があったが、運営していた信山社の倒産に伴い2016年に閉店した。その跡地には2018年4月、小田急グループ企業のUDS社が書店と共用オフィス（コワーキングスペース）などを組み合わせた施設「神保町ブックセンター with Iwanami Books」を開設した。

## 関連人物
- 岩波茂雄（創業者、初代店主）
- 岩波雄二郎（二代目店主、初代社長）
- 吉野源三郎（常務、編集者で「世界」初代編集長）
- 小林勇（支配人、のち会長、編集者で岩波文庫創刊に関わる）
- 長田幹雄（元専務、編集者で岩波新書を名づける）
- 緑川亨（2代社長）
- 安江良介（3代社長、元「世界」編集長）
- 大塚信一（4代社長、編集者で哲学・思想書を担当）
- 山口昭男（5代社長、元「世界」編集長）
- 岡本厚 （6代社長、取締役編集局担当、元「世界」編集長）
- 高野悦子（「岩波ホール」総支配人）
- 小熊英二（元社員、社会学者）
- 西島麦南（校正者、俳人）

## 備考
- 2017年4月9日、Story 〜長寿企業の知恵〜の#008において、7代目である岡本厚が取り上げられた[22] 。
- 夏目漱石に宛てて知人・門下生・読者から送られた絵葉書類312通が、岩波書店に保管されていることが判明した。保管に至る詳しい経緯は不明[23]。
- 吉本隆明は、「朝日新聞や岩波書店は、戦時中は戦争肯定の新書などを出していたのに、戦後、いつでも簡単に変われるといわんばかりにいとも簡単に変わったことを目にして、そういう戦後民主主義者や市民主義者とは思想的に一線を画する、こんなのと一緒にされちゃ困るとずっとやってきた」と述べている[24]。
- 黒田勝弘は岩波書店を朝日新聞と自身がかつて所属していた共同通信と共に日本の左派だけでなく、日本国内で「知識人」ならば「韓国開発独裁批判・北朝鮮独裁賛美」するという風潮を導いた、北朝鮮の拉致が提議された際には「拉致疑惑」は差別による嘘だとする意見を出版していた、など日本の世論を誤った方向に向けていたとし、未だに社として謝罪していないとして批判している[25]。
- 平川祐弘は、戦後に岩波書店がイデオロギーの旗振りを行ったのは、「岩波茂雄の創業の精神に悖ると思う」と述べている[26]。
- 岩波書店店歌「われら文化を」は、信時潔作曲、高村光太郎作曲[27]。